# Cirrhochrista trilinealis
Cirrhochrista trilinealis là một loài bướm đêm trong họ Crambidae.